# مغلاف (دهستان)
 مغلاف  (در عربی:  المَغلاف  ) دهستانی است در سمت مشرق ناحیهٔ (الزبیدیة) و در ۱۸ کیلومتری منطقهٔ (الدور) واقع شده‌است،، و از توابع استان جَوف، در کشور یمن در شبه جزیره عربستان. 

## جمعیت
جمعیت این دهستان در حدود ( ۱۷۶۹ ) نفر و (۲۰ خانوار ) می‌باشد. 

## روستاها
روستاهای توابع این دهستان عبارتند از:
- روستاها: أسفل الحِجر
- روستاها: أعلاء الجیر
- روستاها: کلمة الجُبّ
- روستاها: کلمة الشَرقی
- روستاها: قریة ذُومنحاز